# Reza Hossaini
Reza Hossaini, né le 7 mars 1989 est un coureur cycliste iranien.

## Biographie
En 2008, avec la sélection iranienne, il remporte la première partie de la quatrième étape du Taftan Tour, épreuve iranienne.

## Palmarès
- 2008
  - 4ea étape du Taftan Tour
- 2011
  - 3e étape du Milad De Nour Tour
- 2016
  - 3e du Jelajah Malaysia

## Classements mondiaux
| Année         | 2008 | 2009 | 2010 | 2011 |
| ------------- | ---- | ---- | ---- | ---- |
| UCI Asia Tour | 213e |      |      | 139e |